# Elizabeth (Colorado)
Elizabeth é uma cidade  localizada no Estado americano de Colorado, no Condado de Elbert.

## Demografia
Segundo o censo americano de 2000, a sua população era de 1434 habitantes.
Em 2006, foi estimada uma população de 1501, um aumento de 67 (4.7%).

## Geografia
De acordo com o United States Census Bureau tem uma área de
2,2 km², dos quais 2,2 km² cobertos por terra e 0,0 km² cobertos por água.

## Localidades na vizinhança
O diagrama seguinte representa as localidades num raio de 24 km ao redor de Elizabeth.